# Unilateralität
Unilateralität (von lateinisch unus „einer, einzig“; latus „Seite“) bedeutet „Einseitigkeit“. In der Politik versteht man darunter das Handeln eines Staates im eigenen Interesse ohne Rücksicht auf die Interessen anderer, was auch als Unilateralismus bezeichnet wird.

## Politik und politische Theorie der USA als Hintergrund
Unilateralismus hat in den USA eine lange Geschichte. In seiner Abschiedsansprache mahnte George Washington, die USA sollten sich von Allianzen mit  anderen Ländern fernhalten. Diese politische Haltung wurde von ihren Gegnern als Isolationismus bezeichnet. Viele Historiker sehen diese Politik allerdings eher als unilateral denn als isolationistisch an. (Vgl. Walter A. McDougalls Promised Land, Crusader State (1997), John Lewis Gaddis’ Surprise, Security, and the American Experience (2004) und Bradley F. Podliskas Acting Alone (2010)).
Kontrovers diskutiert wurde der Unilateralismus der USA vor allem seit dem Irakkrieg, da die USA im Alleingang ohne NATO und UNO handelten und auch nicht von allen bisherigen Partnern unterstützt wurden („Koalition der Willigen“).
Die Position des Unilateralismus wurde in den USA vor allem von Paul Wolfowitz vertreten, der auch in dieser Hinsicht das Programm der Bush-Doktrin prägte. Sie wird in der Politischen Wissenschaft und politischen Publizistik vor allem von Neorealisten (Charles Krauthammer, Robert Kagan) und Neoinstitutionalisten (Robert O. Keohane) vertreten.
Als Reaktion auf einen verstärkt wahrgenommenen Unilateralismus wurde 2019 die Allianz für Multilateralismus gegründet.

## Verhältnis von Unilateralität und Multilateralität
In der Darstellung von Jochen Hippler folgt unilaterale Politik oft der Machtstellung. „Unipolarität“ mache Unilateralismus tendenziell wahrscheinlicher, aber nicht unvermeidbar. 
Hippler wendet diesen Begriff insbesondere auf die Außenpolitik der USA an, macht dabei aber deutlich, dass es reine Unilateralität auf allen Ebenen nicht geben könne und im speziellen Fall der USA multilaterale und unilaterale Tendenzen neben- und gegeneinander stünden. Hippler unterscheidet folgende fünf Formen im Kontinuum zwischen den Extrempositionen, den kooperativen, den selektiven und den imperialen Multilateralismus, bei dem „multilaterale Mechanismen aber vor allem zu Dominanzzwecken eingesetzt werden und die ‚Kooperation‘ unilaterale Machtverhältnisse und Politiken maskiert“. Auf der anderen Seite des Spektrums stünden der regionale, der reine und der offensive Unilateralismus. Die letztgenannte, selten anzutreffende Form untergrübe, schwäche oder sabotiere multilaterale Mechanismen.
Es handelt sich nach Hippler vielmehr um eine flexible Anwendung der Punkte 2–6 des skizzierten Spektrums: je nach Nutzen werde mal das eine, dann ein anderes Instrument der Interessenpolitik betont. Man könne also von einem flexiblen, selektiven Unilateralismus sprechen, mit einer Tendenz zu Formen des reinen und offensiven Unilateralismus. „Tatsächlich ist die Politik Washingtons nicht erst seit dem Ende des Kalten Krieges und dem Antritt der Bush-Administration imperial angelegt – aber nicht automatisch und immer unilateral. Es handelt sich vielmehr um eine flexible Anwendung der Punkte 2–6 des skizzierten Spektrums: je nach Nutzen wird mal das eine, dann ein anderes Instrument der Interessenpolitik betont. Man kann also von einem flexiblen, selektiven Unilateralismus sprechen, mit einer Tendenz zu Formen des reinen und offensiven Unilateralismus.“